# Napier
Napier (Ahuriri på Māori) er en kystby på New Zealand beliggende på Nordøen i området Hawke's Bay ud til Stillehavet. Indbyggertallet er ca. 58.100 (juni 2009)
Napier er speciel fordi den og nabobyen Hastings blev jævnet med jorden af et jordskælv i 1931.
Det nye Napier blev derefter opbygget i den på den tid populære Art Deco stil. Dette har gjort Napier til en stor turistby.

## Venskabsbyer
- Lianyungang, Kina
- Tomakomai, Japan
- Victoria, Canada

39°29′S 176°55′Ø / 39.483°S 176.917°Ø